# Vulcanus (fabriek)

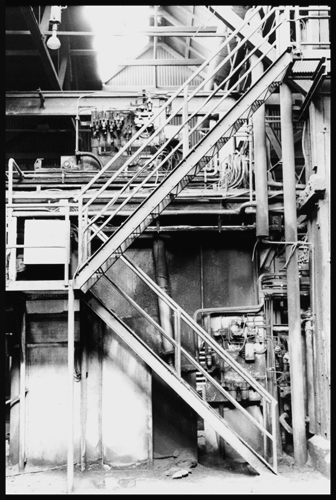
Gieterij Vulcanus te Vaassen

Vulcanus is de naam van een ijzergieterij te Vaassen in de provincie Gelderland, die bestond van 1920 tot 1999. Onder de naam Nannoka Vulcanus Industries bv is nog een gieterij actief te Langerak bij Doetinchem.

## Geschiedenis
De N.V. Nederlandsche IJzergieterij Vulcanus werd op 21 juni 1920 opgericht te Rotterdam, op initiatief van de firma Jan Hamer. De ijzergieterij moest gaan voorzien in de grote vraag naar producten vervaardigd van het zogeheten Vulcanus-ijzer, een gietijzer van geheime samenstelling. Een Amsterdamse diamantslijper, Simon Stern, ontevreden over de kwaliteit van het ijzer van zijn diamantmolen, was na vele proefnemingen tot een bevredigend resultaat gekomen. Daarvoor zag een relatie, de technisch handelaar/fabrikant Jan Hamer, wel afzet, zeker na geslaagde proefnemingen samen met de Nederlandse Spoorwegen. De productie werd eerst uitbesteed aan ijzergieterijen te Tegelen maar vanwege de snel toenemende vraag werd besloten tot eigen productie. Vanwege de lage grondprijs en de aanwezigheid van geschikt vormzand in de nabijheid, werd als vestigingsplaats Vaassen gekozen. De fabriek werd op 27 juli 1921 feestelijk geopend. Naast het gieten van ijzer, zette Jan Hamer hier de al langer in Amsterdam bestaande productie van liften voort. Een voortzetting hiervan is anno 2024 nog steeds actief als Handicare Stairlifts in Heerhugowaard. Men produceerde aanvankelijk onder meer remblokken en roosterijzers voor de Nederlandse Spoorwegen en de Nederlandsch-Indische Spoorwegmaatschappij. Daarnaast werden tot 1932 in Vaassen liften geproduceerd. In 1937 telde het bedrijf bijna 400 medewerkers en produceerde het meer dan 10.000 ton aan gietijzerproducten.
In het begin van de jaren 50 van de 20e eeuw werd als een van de eerste gieterijen gestart met het produceren van het hoogwaardiger nodulair gietijzer of SG-ijzer, dat kon worden toegepast in het gebied tussen staal en gewoon gietijzer. De producten hiervan vervaardigd werden onder meer toegepast in de machinebouw, vangrailstijlen, scheepsbolders en bromfietscilinders. In 1970 werd de gieterij Snoeck & Boon te Doetinchem overgenomen. Met in zijn hoogtijdagen meer dan 500 werknemers vormde het bedrijf een belangrijke economische en sociale factor in het dorpsleven van Vaassen. Ook binnen het bedrijf werden de sociale aspecten gekoesterd, onder meer door jaarlijkse uitstapjes voor het voltallig personeel en uitgebreide aandacht voor jubilarissen en individuele werknemers in het bedrijfsblad "de Schaarpan".
De kansel van de Dorpskerk te Vaassen was tot de renovatie in 2013 een nog altijd een zichtbaar resultaat van de betrokkenheid van het bedrijf, en het vakmanschap van de modelmakers die er werkten.

## Ondergang
Vanaf 1972 ging het minder goed met de gieterij in Vaassen, onder andere door overcapaciteit en concurrentie in de bedrijfstak. In 1975 kwam het tot reorganisatie, met ontslagen in de ondersteunende afdelingen en de beton- en machineafdeling. De betrokken arbeiders waren niet tot werk in de gieterij te bewegen, daar ontstond een tekort aan personeel. In 1979 ging Vulcanus op in de Verenigde Gieterijen Nederland. Aanhoudende problemen waren aanleiding om de vestiging in Doetinchem te verzelfstandigen in 1984, om deze te vrij te houden van de problemen in Vaassen. 
In 1982 was het personeelsbestand al teruggelopen naar 260 personen. Na een reorganisatie in dat jaar werd het personeelsbestand teruggebracht naar 162, en het jaar daarop naar 100 werknemers. Na enkele goede en minder goede jaren waren productietechnische argumenten uiteindelijk de reden voor een integratie van de gieterij in Doesburg en die in Vaassen. Onder meer het feit dat het 6 hectare grote bedrijfsterrein in Vaassen, dicht bij de dorpskern, gunstig lag voor woningbouw, in tegenstelling tot het in de uiterwaarden gelegen terrein in Doesburg, heeft ten grondslag gelegen aan het besluit de fabriek in Vaassen in 1999 te sluiten en de productie in Gieterij Doesburg te continueren. De verzelfstandigde vestiging in Langerak bij Doetinchem werkt onder de naam Nannoka Vulcanus Industries bv.
Vlak voor de sloop heeft fotograaf J Robert Germeraad een aantal dagen met zijn camera op het Vulcanusterrein rondgelopen om nog iets van de sfeer van de Vulcanus vast te leggen. Op het terrein in Vaassen is na sloop van de gebouwen en sanering van de grond een woonwijk verrezen: "de Vulcanusbuurt". In straatnamen als vormerij en gieterij klinkt de historie door.
In januari 2025 is Vulcanus failliet verklaard. De concurrentie uit Azië is te groot.